# Mauricio Hadad
Mauricio Hadad (ur. 7 grudnia 1971 w Cali) – kolumbijski tenisista, reprezentant w Pucharze Davisa.

## Kariera tenisowa
Zawodowym tenisistą był w latach 1988–2001.
Startując w turniejach singlowych odniósł 10 zwycięstw w zawodach ATP Challenger Tour oraz 1 triumf w rozgrywkach ATP World Tour. W turniejach deblowych wygrał 4 imprezy ATP Challenger Tour.
W latach 1989–2001 reprezentował Kolumbię w Pucharze Davisa, rozgrywając łącznie 46 meczów, z których w 35 zwyciężył.
W rankingu gry pojedynczej najwyżej był na 78. miejscu (11 września 1995), a w klasyfikacji gry podwójnej na 223. pozycji (22 kwietnia 1991).

### Finały w turniejach ATP World Tour
| Legenda                                      |
| -------------------------------------------- |
| Wielki Szlem                                 |
| Igrzyska olimpijskie                         |
| Tennis Masters Cup / ATP Finals              |
| ATP Masters Series / ATP Tour Masters 1000   |
| ATP International Series Gold / ATP Tour 500 |
| ATP International Series / ATP Tour 250      |

#### Gra pojedyncza (1–1)
| Końcowy wynik | Nr | Data             | Turniej | Nawierzchnia | Przeciwnik      | Wynik finału     |
| ------------- | -- | ---------------- | ------- | ------------ | --------------- | ---------------- |
| Finalista     | 1. | 18 września 1994 | Bogota  | Ceglana      | Nicolás Pereira | 3:6, 6:3, 4:6    |
| Zwycięzca     | 1. | 23 kwietnia 1995 | Bermudy | Ceglana      | Javier Frana    | 7:6(5), 3:6, 6:4 |

#### Gra podwójna (0–1)
| Końcowy wynik | Nr | Data          | Turniej | Nawierzchnia | Partner       | Przeciwnicy                   | Wynik finału     |
| ------------- | -- | ------------- | ------- | ------------ | ------------- | ----------------------------- | ---------------- |
| Finalista     | 1. | 12 marca 2000 | Bogota  | Ceglana      | Juan Balcells | Pablo Albano Lucas Arnold Ker | 6:7(4), 6:1, 2:6 |